# 赤水站

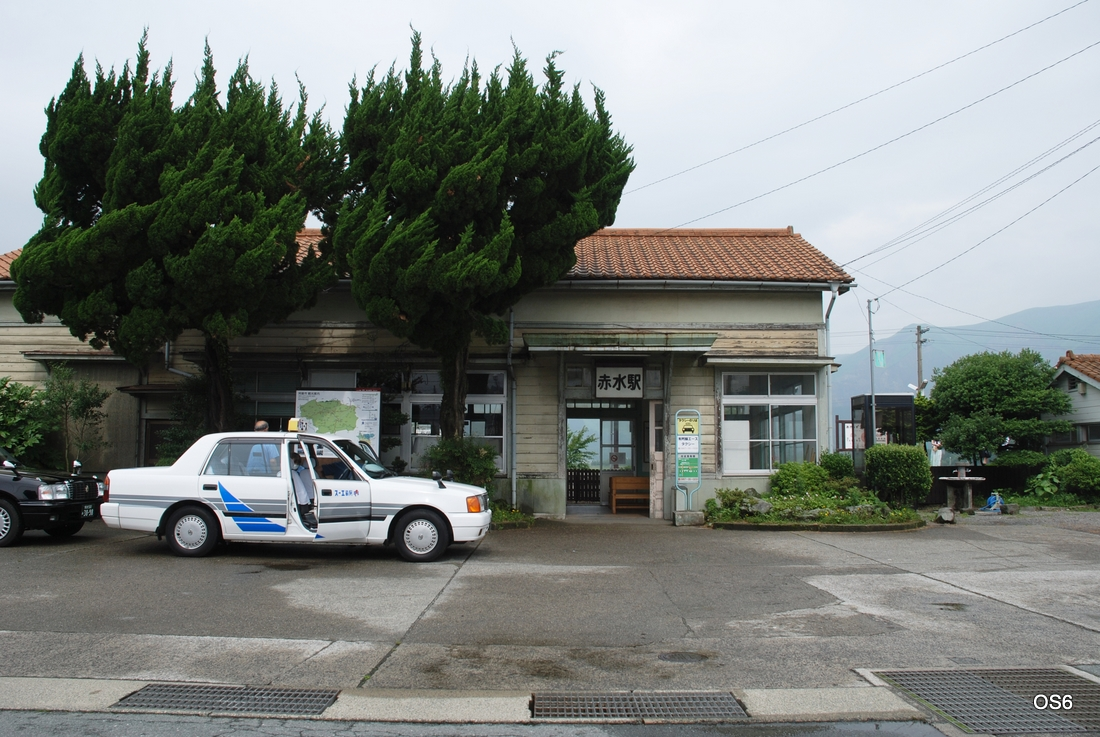
舊站房(2009年7月)

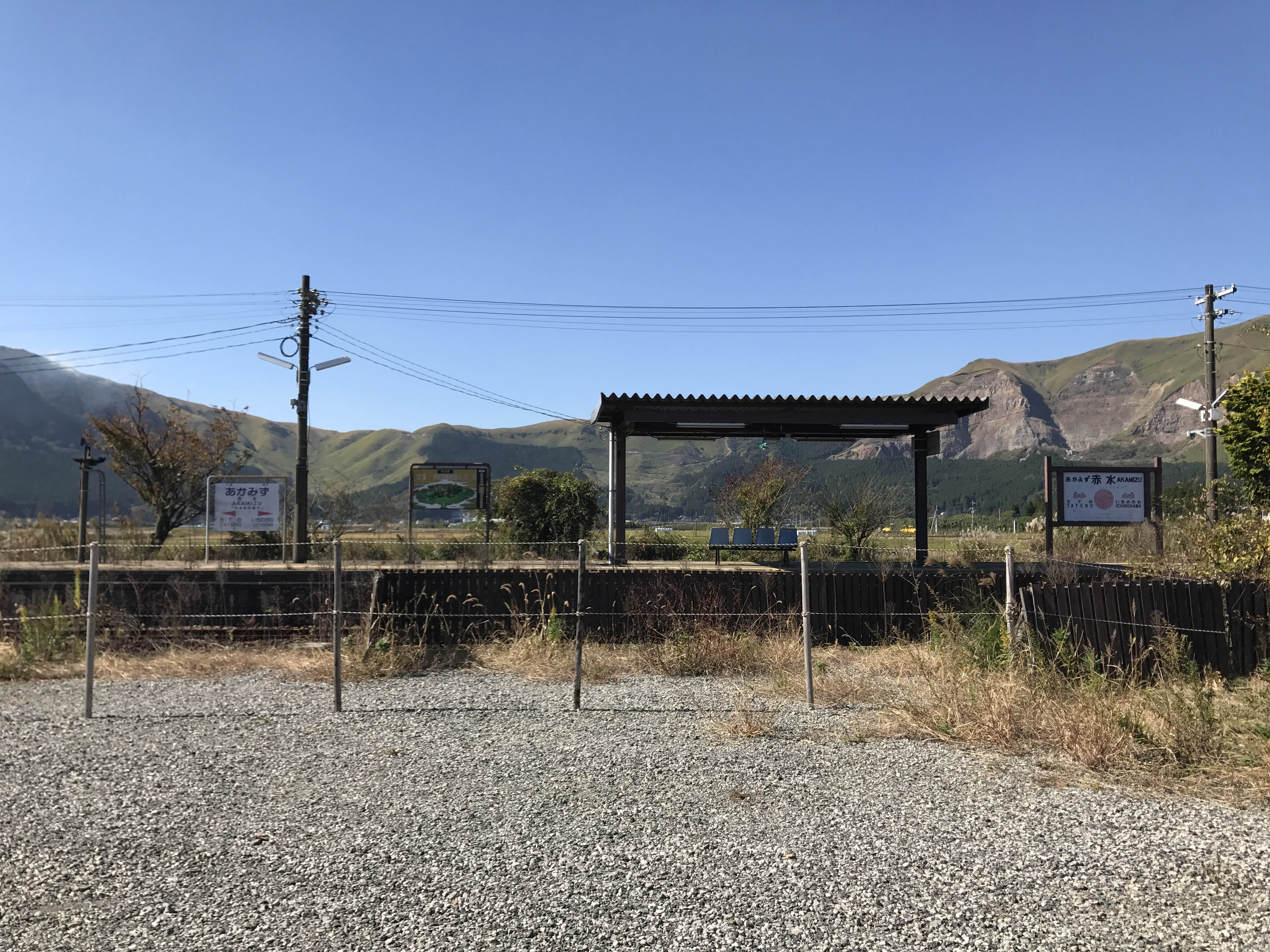
2016年熊本地震時站舍受損，其後包括本站在內的肥後大津站到阿蘇站區間一直停駛。此圖片為站舍被拆後的月台（2017年11月6日拍攝）

赤水站（日语：／ Akamizu eki */?）是一個位於熊本縣阿蘇市赤水、屬於九州旅客鐵道（JR九州）豐肥本線的鐵路車站。

## 車站結構

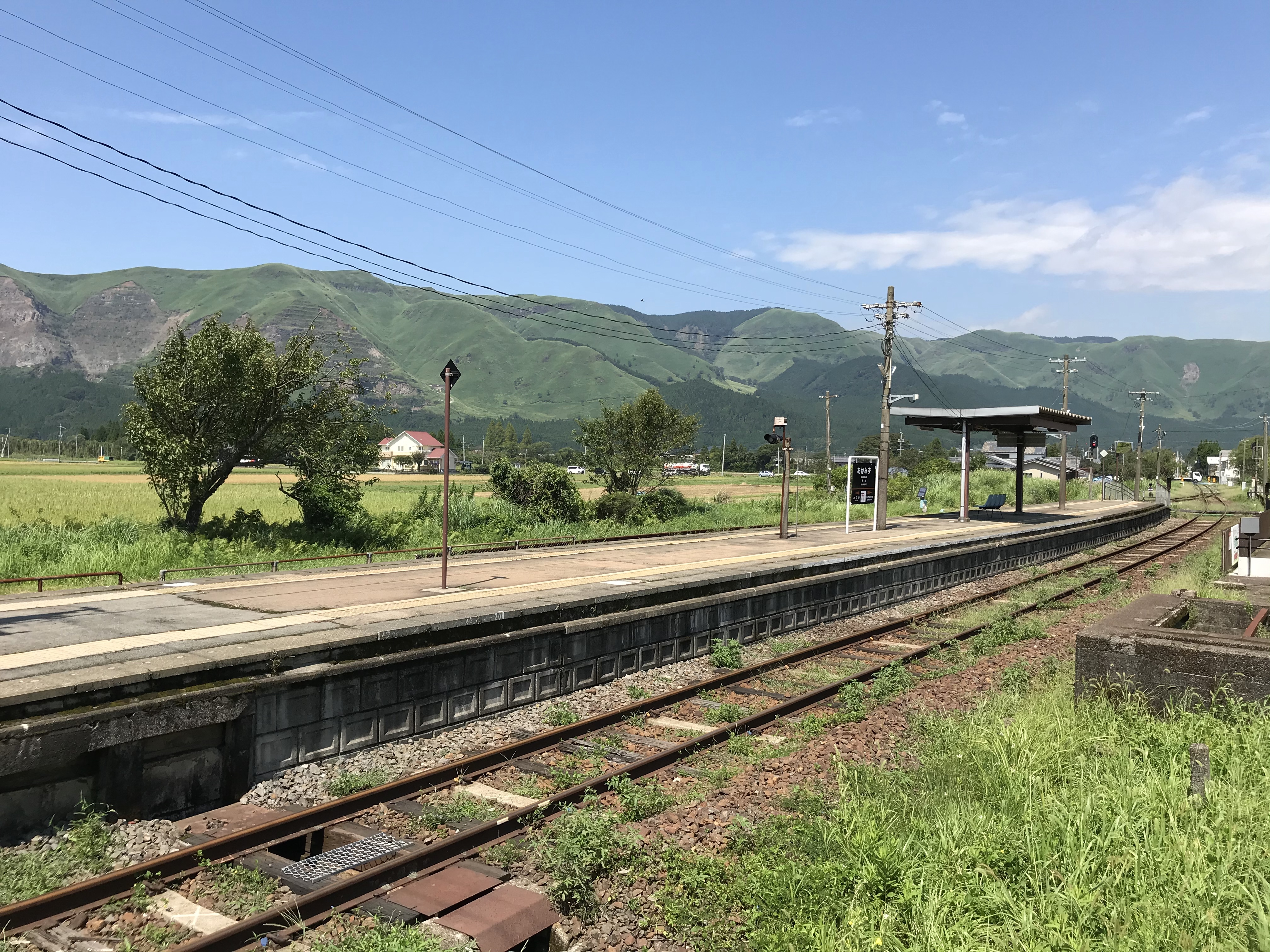
月台（2020年9月）

島式月台1面2線的地面車站。站舍與月台以站內平交道聯絡。
站舍於2016年熊本地震時毀壞，後解體。

### 月台配置
| 月台 | 路線      | 方向 | 目的地         |
| ---- | --------- | ---- | -------------- |
| 1    | ■豐肥本線 | 上行 | 熊本方向       |
| 2    | ■豐肥本線 | 下行 | 阿蘇、大分方向 |

## 相鄰車站
九州旅客鐵道
■豐肥本線
■特急「九州橫斷特急」
立野－赤水－阿蘇
■普通
立野－赤水－市之川

## 外部連結
- JR九州 – 赤水車站 （页面存档备份，存于）（日語）

1. 1 2 3 4 5  . 週刊朝日百科. 38号 大分駅・由布院駅・田主丸駅ほか. 朝日新聞出版. 2013-05-12: 24.
2. ↑  .   [2018年4月23日]. （原始内容存档于2016年10月16日）.